# Ши-цза (Санкт-Петербург)

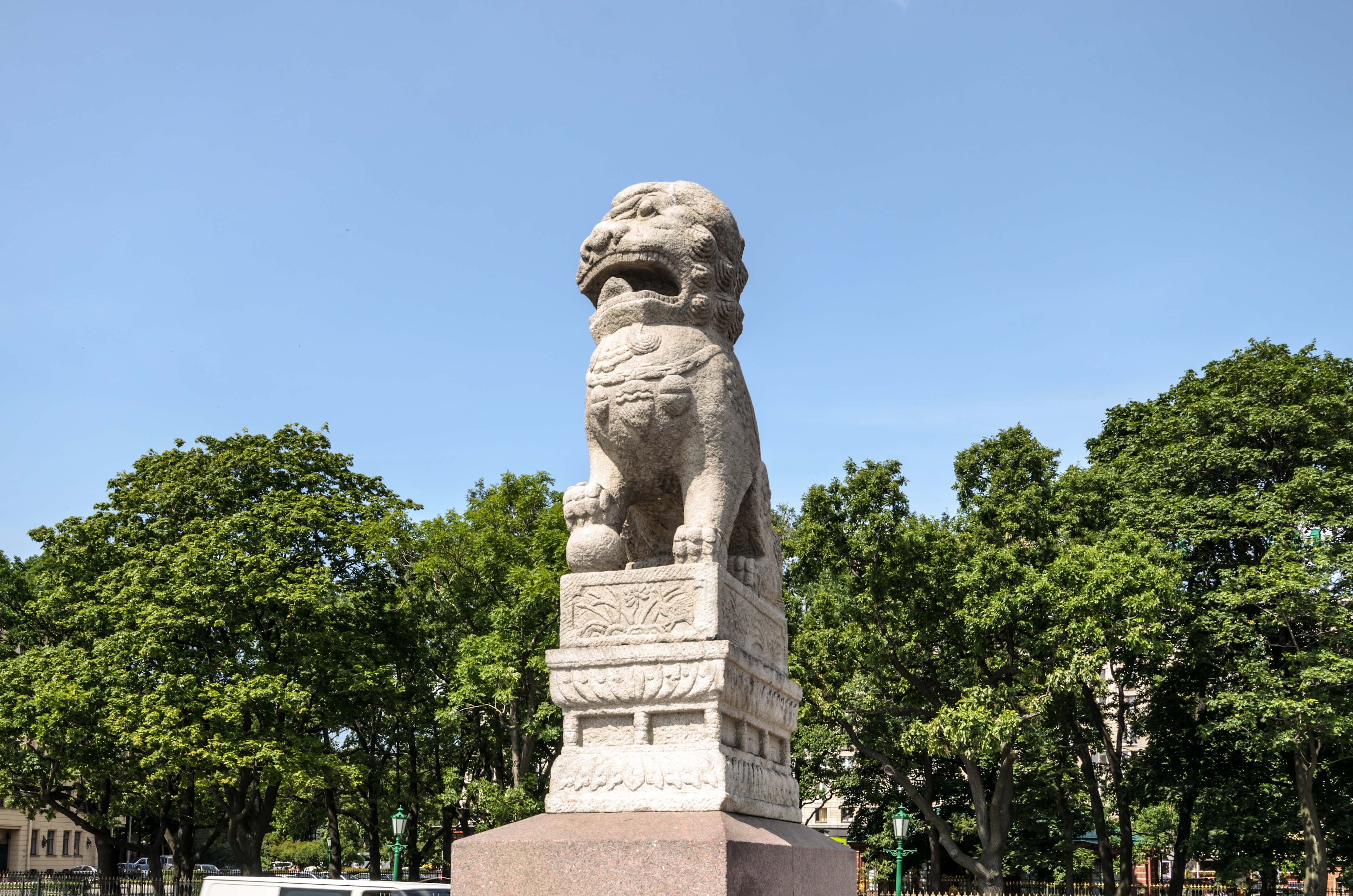
Один из ши-цза

Ши-цза́ (Ши-дза́) — пара гранитных мифологических львов-стражей, установленных при спуске к Неве на Петровской набережной в Санкт-Петербурге. Скульптуры имеют высоту 4,5 м и вес 2,5 т каждая. На обоих постаментах высечена надпись: «Ши-цза из города Гирина в Маньчжурии перевезена в Санкт-Петербург в 1907 году. Дар генерала от инфантерии Н. И. Гродекова». Другая пара скульптур таких львов появилась в Петербурге к трехсотлетию города в начале XXI века в Центральном районе города на Литейном проспекте в созданном там к этому юбилею Шанхайском саду.

## Мистический смысл
В Китае такие скульптуры устанавливают парами по обе стороны от входа в храм, дворец, на кладбище. Они изображают льва и львицу, охраняющих вход. Лев в лапе держит шар, символизирующий буддийское знание, несущий свет во тьму и могущий исполнять желания. Львица придерживает лапой львёнка.

## История
Ши-цза были изготовлены в начале XX века из маньчжурского гранита в городе Гирине специально для кумирни (небольшой храм-молельня) генерала Чана, но после внезапной смерти Чана в 1904 году вновь назначенный губернатор города подарил их помощнику приамурского генерал-губернатора Н. И. Гродекову. Гродеков решил передать эти скульптуры в дар Петербургу и, оплатив транспортные расходы, перевёз скульптуры по железной дороге до Владивостока, а оттуда на пароходе «Соперник» — в Санкт-Петербург.
Прибывшие в сентябре 1907 года китайские ши-цза было решено установить на недавно реконструированной Петровской набережной, которая только в 1901—1903 годах была облицована гранитом. Изготовление постаментов и установку скульптур курировал архитектор Л. Н. Бенуа.